# Bonghwa
Huyện Bonghwa (Bonghwa-gun; âm Hán Việt: Phụng Hóa Quận) là một huyện ở tỉnh Gyeongsang Bắc, Hàn Quốc. Huyện này có diện tích 1201 km², dân số 41.452 người. Huyện này nằm trong nội địa, tại rìa bắc của tỉnh, giáp Gangwon về phía bắc, phía đông là các huyện Yeongyang và Uljin còn phía nam giáp Andong, phía tây giáp Yeongju. Tại đây có Taebaek và dãy núi Sobaek có đỉnh cao nhất là Taebaek-san trên 1500m trên mực nước biển.

## Hành chính
Bonghwa được chia thành 10 đơn vị hành chính: một eup và 9 xã (myeon). 
- Bonghwa-eup
- Beopjeon-myeon
- Bongseong-myeon
- Chunyang-myeon
- Jaesang-myeon
- Murya-myeon
- Myeongho-myeon
- Sangun-myeon
- Seokpo-myeon
- Socheon-myeon

## Khí hậu
| Dữ liệu khí hậu của Bonghwa              | Dữ liệu khí hậu của Bonghwa | Dữ liệu khí hậu của Bonghwa | Dữ liệu khí hậu của Bonghwa | Dữ liệu khí hậu của Bonghwa | Dữ liệu khí hậu của Bonghwa | Dữ liệu khí hậu của Bonghwa | Dữ liệu khí hậu của Bonghwa | Dữ liệu khí hậu của Bonghwa | Dữ liệu khí hậu của Bonghwa | Dữ liệu khí hậu của Bonghwa | Dữ liệu khí hậu của Bonghwa | Dữ liệu khí hậu của Bonghwa | Dữ liệu khí hậu của Bonghwa |
| Tháng                                    | 1                           | 2                           | 3                           | 4                           | 5                           | 6                           | 7                           | 8                           | 9                           | 10                          | 11                          | 12                          | Năm                         |
| ---------------------------------------- | --------------------------- | --------------------------- | --------------------------- | --------------------------- | --------------------------- | --------------------------- | --------------------------- | --------------------------- | --------------------------- | --------------------------- | --------------------------- | --------------------------- | --------------------------- |
| Trung bình ngày tối đa °C (°F)           | 3.2 (37.8)                  | 6.0 (42.8)                  | 10.9 (51.6)                 | 18.4 (65.1)                 | 23.1 (73.6)                 | 26.4 (79.5)                 | 28.0 (82.4)                 | 28.6 (83.5)                 | 24.7 (76.5)                 | 19.7 (67.5)                 | 12.2 (54.0)                 | 5.6 (42.1)                  | 17.2 (63.0)                 |
| Trung bình ngày °C (°F)                  | −3.9 (25.0)                 | −1.5 (29.3)                 | 3.4 (38.1)                  | 9.9 (49.8)                  | 15.2 (59.4)                 | 19.4 (66.9)                 | 22.6 (72.7)                 | 22.8 (73.0)                 | 17.8 (64.0)                 | 10.9 (51.6)                 | 4.0 (39.2)                  | −1.9 (28.6)                 | 9.9 (49.8)                  |
| Tối thiểu trung bình ngày °C (°F)        | −10.3 (13.5)                | −8.2 (17.2)                 | −3.2 (26.2)                 | 1.8 (35.2)                  | 7.6 (45.7)                  | 13.2 (55.8)                 | 18.3 (64.9)                 | 18.2 (64.8)                 | 12.4 (54.3)                 | 4.0 (39.2)                  | −2.6 (27.3)                 | −8.3 (17.1)                 | 3.6 (38.5)                  |
| Lượng Giáng thủy trung bình mm (inches)  | 21.1 (0.83)                 | 28.4 (1.12)                 | 53.1 (2.09)                 | 75.3 (2.96)                 | 105.7 (4.16)                | 157.4 (6.20)                | 296.5 (11.67)               | 242.0 (9.53)                | 148.7 (5.85)                | 36.5 (1.44)                 | 34.6 (1.36)                 | 18.6 (0.73)                 | 1.217,9 (47.95)             |
| Số ngày giáng thủy trung bình (≥ 0.1 mm) | 6.0                         | 5.7                         | 7.5                         | 7.5                         | 8.7                         | 10.5                        | 15.2                        | 13.7                        | 9.2                         | 5.1                         | 5.7                         | 5.1                         | 99.9                        |
| Độ ẩm tương đối trung bình (%)           | 65.4                        | 64.0                        | 63.7                        | 59.6                        | 65.4                        | 70.9                        | 78.3                        | 77.8                        | 76.3                        | 73.2                        | 69.8                        | 67.3                        | 69.3                        |
| Số giờ nắng trung bình tháng             | 182.4                       | 179.3                       | 198.4                       | 223.5                       | 229.6                       | 197.2                       | 145.8                       | 163.6                       | 158.2                       | 189.0                       | 172.1                       | 180.4                       | 2.223,6                     |
| Nguồn:                                   |                             |                             |                             |                             |                             |                             |                             |                             |                             |                             |                             |                             |                             |

## Thành phố kết nghĩa
- Gangdong, Hàn Quốc